# Внешняя политика государства Рюкю

Территориальное расположение государства Рюкю

Внешняя политика государства Рюкю развивалась за счёт тесных взаимных контактов и торговле с соседними странами, в первую очередь с Японией и Китаем. Влияние обеих этих наций различается на протяжении различных эпох в истории Рюкю. Другие страны играли куда меньшую роль в рюкюской внешней политике.

## История

### Период Сандзан
В 1372 году чиновник из минского Китая по имени Ян Цзай отправился на остров Окинаву, который в то время был разделён между местными вождями. Ян Цзай сумел убедить Сатто, правителя Тюдзана, установить формальные отношения с империей Мин. Благодаря этому китайский императорский двор, исходя из дипломатических соображений, признал Сатто в качестве вана Рюкю.
Помимо торговли с Китаем, государство Рюкю также имело экономические связи в Юго-Восточной Азии, откуда получало такие товары, как перец и саппановое дерево, которых не было на островах Рюкю. К территориям которые торговали с рюкюсцами, относились, среди прочих, Сиам, Ява, Малакка и Суматра. Кроме того, эти экономические связи Рюкю способствовали опосредованному обмену продукцией между Китаем и Юго-Восточной Азией.
Записи, датированные 1390 годом, показывают, что адзи с островов Мияко платили дань Тюдзану в обмен на его защиту, которая позволяла морякам Мияко совершать набеги на близлежащие острова Яэяма.

### Пресацумский период
После объединения острова Окинава под властью Тюдзана в 1429 году Рюкю стала монархией со столицей в Сюри. При этом государство продолжало выплачивать дань Китаю. К XVI веку государство Рюкю распространило свою власть и на отдалённые острова Сакисима и Амами.
Отношения государства Рюкю и княжества Сацума испортились из-за территориальных разногласий по поводу островов Сацунан. Токугава Иэясу также безрезультатно настаивал на том, чтобы Рюкю стало его данником. Ещё один дипломатический конфликт случился, когда японцы попросили Рюкю поддержать их во время их вторжений в Корею, отправив им припасы. Рюкю прислало лишь около половины того, что требовалось, отчасти по причине его тесных взаимоотношений с Китаем, который в то время воевал с Японией на Корейском полуострове.

### Сацумский и дальнейший периоды
В 1609 году войска княжества Сацума вторглись на территорию государства Рюкю, чему предшествовали десятилетия растущей напряжённости между ними. Эта война, санкционированная Токугавой, привела к решительной победе Сацумы. В итоге государство Рюкю вынуждено было платить дань Сацуме и отправлять в столицу послов, а также отказаться от претензий на острова Сацунан.
Первоначально княжество Сацума способствовало распространению японской культуры в государстве Рюкю. Позднее эта политика изменилась из-за желания сохранить видимость Рюкю как независимой страны. Это было сделано для того, чтобы успокоить Китай, который разорвал бы свои торговые отношения с Рюкю, если бы узнал о его вассальной зависимости от Японии. К способам сокрытия связей Рюкю с Сацумой, относился, например, запрет на японское культурное или физическое выражение в Рюкю. Используя подобные уловки, Сацуме удавалось получать прибыль от китайской торговли в регионе, несмотря на отсутствие даннических отношений между империей Мин и материковой Японией.
В течение следующих двух столетий государство Рюкю находилось под властью Сацумы, продолжая поддерживать связи с Китаем. После Реставрации Мэйдзи государство Рюкю было преобразовано в Рюкю-хан. Оно также было вынуждено разорвать связи с империей Цин. В 1879 году Рюкю-хан был присоединён к Японии в качестве префектуры Окинава, что положило конец существованию независимого государства Рюкю.